# Direktor Urada Vlade Republike Slovenije za komuniciranje
Direktor Urada Vlade Republike Slovenije za komuniciranje je politični vodja Urada Vlade Republike Slovenije za komuniciranje, ki ga imenuje Vlada Republike Slovenije.
Trenutno položaj zaseda Petra Bezjak Cirman.

## Seznam direktorjev po letu 2006
| Mandat                                        | Direktor                |
| --------------------------------------------- | ----------------------- |
| 1. januar 2006 - 15. junij 2007               | Gregor Krajc            |
| 15. junij 2007 - 19. december 2007 (v. d.)    | Anže Logar              |
| 20. december 2007 - 4. december 2008          | Anže Logar              |
| 4. december 2008 - 22. april 2009 (v. d.)     | Veronika Stabej         |
| 23. april 2009 - 20. maj 2010                 | Veronika Stabej         |
| 21. maj 2010 - 2. september 2010 (v. d.)      | Darijan Košir           |
| 3. september 2010 - 10. februar 2012          | Darijan Košir           |
| 10. februar 2012 - 9. avgust 2012 (v. d.)     | Anže Logar              |
| 10. avgust 2012 - 21. marec 2013              | Anže Logar              |
| 22. marec 2013 - 30. april 2013 (v. d.)       | Matija Sevšek           |
| 1. maj 2013 - 9. oktober 2013 (v. d.)         | Boštjan Lajovic         |
| 10. oktober 2013 - 31. avgust 2015            | Boštjan Lajovic         |
| 1. september 2015 - 30. november 2015 (v. d.) | Kristina Plavšak Krajnc |
| 1. december 2015 - 13. marec 2020             | Kristina Plavšak Krajnc |
| 14. marec 2020 - 20. marec 2020 (v. d.)       | Miro Petek              |
| 21. marec 2020 - 20. september 2020 (v. d.)   | Uroš Urbanija           |
| 21. september 2020 - 1. junij 2022            | Uroš Urbanija           |
| 2. junij 2022 - 10. avgust 2022 (v. d.)       | Dragan Barbutovski      |
| 11. avgust 2022 - danes                       | Petra Bezjak Cirman     |